# Forát
A forát a mezőgazdaságban használt rovarölő szer levéltetű, répalégy(en), drótféreg, százlábú, cserebogárpajor, mocskospajor és a fiatal növényeket károsító más kártevők ellen. Kukoricában, őszi gabonában, cukorrépában, burgonyában, napraforgóban, szójában és csemetekertekben alkalmazzák.

## Alkalmazás
A 10%-os granulátumot 15–25 kg/ha adagban juttatják ki.
A forát viszonylag gyorsan (14 nap alatt) elbomlik, de két fő bomlásterméke, a forát-szulfoxid és a forát-szulfon – melyek hatása jóval erősebb, mint magának a forátnak – jóval tovább (28 napig) a növény szöveteiben marad, vagyis hosszú távú védelmet biztosít. 83 nap után sem a forát, sem bomlástermékeinek maradványait nem sikerült kimutatni a növényi magokban, maghéjakban vagy hüvelyekben.

## Veszélyek
Erős méreg, halakra és vadakra veszélyes. I. kategóriás szer, csak a megyei növényegészségügyi és talajvédelmi szolgálatok engedélyével lehet megvásárolni. Csak nagyüzemben használható. Szisztematikus, fumigáns (levegőben füstként terjedő) és kontakt hatása is van.
A kolinészteráz enzimet gátolja, mely az idegvégződésekben található, és az izmok és az idegrendszer kapcsolatát biztosítja. A forátmérgezés tünetei a belélegzés vagy bőrre jután után néhány perccel vagy akár 12 órával jelentkezhetnek. A melegben vagy sérült bőrön keresztül gyorsabb a felszívódás, és a fiatalabbak érzékenyebbek, mint az idősebbek.
A mérgezés tünetei: homályos látás, összpontosítási képtelenség, fáradtság, hányinger, hányás, szabálytalan szív- és tüdőműködés, remegés, erős izzadás, nyál- és könnyfolyás, zavartság, görcsök. Nagy adagnál a halált a légzőrendszer bénulása okozza.
Többszöri kis mennyiségű forát akár három hónapig is elraktározódik a szervezetben a májban, vesében, tüdőben, agyban és a mirigyek szöveteiben. A szerrel dolgozók gondolkodása és reakcióideje lelassul, memóriazavarok és szorongás léphet fel.
Az állatkísérletek során nem találtak szaporodást befolyásoló (reproduktív), magzatkárosító (teratogén), mutagén, rákkeltő vagy szervkárosító hatást, a nőstény patkányra és az embrióra azonban viszonylag kis mennyiségben (0,5 mg/tskg) mérgező volt.
A forát sokáig megmarad a talajban (és fel is szívódik a növények gyökerein keresztül). A csapadék kevéssé mossa el. Vízben könnyen bomlik, különösen lúgos közegben. A vízi bomlástermékek nem mérgezőek.

## Lebomlás

Forát lebontás, második útvonal

A Ralstonia eutropha(en) talajbaktérium két módon bontja el a forátot. A metabolizmusra más élőlények is képesek (lehetnek).

Forát lebontás, első útvonal

| Az első útvonalban szereplő vegyületek: - forát szulfoxid (ChemSpider) - forát szulfon (ChemSpider) A másodikban: - dietil-ditiofoszfát(en) - dietil-tiofoszfát (ChemSpider) - dietil-foszfát (ChemSpider) - etil-foszfát (ChemSpider) - etil-alkohol - foszforsav |

## Fizikai/kémiai tulajdonságok
Sárga, jellegzetes szagú folyadék. Kémiailag a ditioortofoszforsav észtere.
Vízben gyakorlatilag nem oldódik. Elegyedik sok szerves oldószerrel: xilol, szén-tetraklorid, dioxán, 2-metoxietanol(en), dibutil-ftalát, növényi olajok, etanol, éter, alifás szénhidrogének.

## Készítmények
- Thimet 10 G